# Såken, Östergötland
Såken är en sjö i Åtvidabergs kommun i Östergötland och ingår i Söderköpingsåns huvudavrinningsområde. Sjön har en area på 4,27 kvadratkilometer och ligger 62,1 meter över havet. Sjön avvattnas av vattendraget Söderköpingsån (Gusumsån). Vid provfiske har en stor mängd fiskarter fångats, bland annat abborre, braxen, gers och gädda.

## Delavrinningsområde
Såken ingår i det delavrinningsområde (645858-152227) som SMHI kallar för Utloppet av Såken. Medelhöjden är 77 meter över havet och ytan är 20,48 kvadratkilometer. Räknas de 5 avrinningsområdena uppströms in blir den ackumulerade arean 92,58 kvadratkilometer. Avrinningsområdets utflöde Söderköpingsån (Gusumsån) mynnar i havet. Avrinningsområdet består mestadels av skog (58 procent) och jordbruk (11 procent). Avrinningsområdet har 5,03 kvadratkilometer vattenytor vilket ger det en sjöprocent på 24,5 procent.

## Fisk
Vid provfiske har följande fisk fångats i sjön:
| - Abborre - Braxen - Gärs - Gädda - Hornsimpa - Lake - Löja - Mört - Nissöga - Nors - Sarv | - Siklöja - Stensimpa - Sutare |